# Torsten Magnusson
Torsten Karl Adolf Magnusson (24 de diciembre de 1907 – Provincia de Ostrogotia, 24 de noviembre de 1987) fue un físico y científico en investigación de defensa sueco. Magnusson fue director general del Instituto Sueco de Investigación de Defensa (FOA) desde 1968 hasta 1974 y fue una de las figuras prominentes del programa de armas nucleares de Suecia.

## Primeros años
Magnusson nació el 24 de diciembre de 1907 en la parroquia de Vreta Kloster, condado de Östergötland, Suecia, hijo de Carl Magnusson, un jefe de estación, y su esposa Signe (de soltera Samuelsson). Obtuvo una licenciatura en artes (fil.kand.) en la Universidad de Uppsala en 1929, una maestría en filosofía (fil.mag.) en 1932, una licenciatura en filosofía (fil.lic.) en 1936 y un doctorado en filosofía (fil.dr.) en 1938 con una disertación sobre espectroscopia de rayos X.

## Carrera
Magnusson fue asistente de primera categoría de 1937 a 1940 y profesor asociado (laborator) de 1940 a 1944 en el Instituto de Investigación de Física de la Real Academia Sueca de Ciencias. Fue director administrativo de 1941 a 1944 y prefecto de 1944 a 1945 en el Instituto de Física Militar. El instituto se convirtió en el Instituto Sueco de Investigación de Defensa (FOA) en 1945 con Magnusson como jefe del departamento (FOA 2; física general 1945-58 y FOA 4; física nuclear y química nuclear 1958-68) desde 1945 hasta 1968. En 1945, Magnusson recibió la tarea por parte del consejo de FOA de investigar lo que se sabía sobre el dispositivo nuclear que recientemente había sido lanzado sobre Hiroshima y Nagasaki. Fue el inicio de la investigación nuclear sueca.
Magnusson se convirtió en director general de FOA en 1968, cargo que ocupó hasta 1974. Magnusson fue miembro del Comité Nacional Sueco de Física (Svenska nationalkommittén för fysik) de 1946 a 1970 y miembro del Comité del Átomo (Atomkommittén) desde 1952. También fue miembro del Consejo Sueco de Investigación Atómica (Statens råd för atomforskning) de 1952 a 1965 y delegado en temas de energía atómica de 1956 a 1974 así como en la Delegación de Procesamiento de Datos (Databehandlingsdelegationen) desde 1966. Fue miembro del consejo de la Administración de Material de Defensa de 1968 a 1974, de AB Atomenergi de 1969 a 1975 y del Consejo Nacional Sueco de Inspección de la Energía Nuclear (Statens kärnkraftinspektion) de 1974 a 1978. Magnusson se convirtió en miembro de la Real Academia Sueca de Ciencias Militares en 1949 y de la Real Academia Sueca de Ciencias de la Ingeniería en 1957 y miembro honorario de la Real Sociedad Sueca de Ciencias Navales en 1971.

## Vida personal
En 1933, Magnusson se casó con Wera Ericsson (1908–2003), hija del empleado de oficina Erik Ericsson y Emilia Johansson. Fue padre de Bo (nacido en 1938), Gunnel (nacida en 1940), Göran (nacido en 1942) y Hans (nacido en 1944).

## Muerte
Magnusson murió el 24 de noviembre de 1987 y fue enterrado en el cementerio de Sundbyberg en el Municipio de Sundbyberg.

## Premios y condecoraciones
- Comandante de la Orden de la Estrella Polar[2]